# Administrativní dělení Kostariky

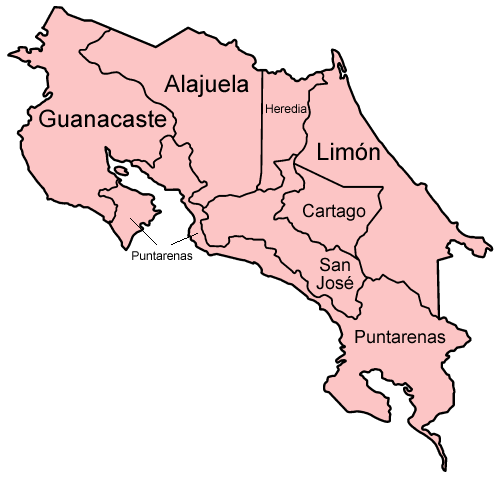
Provincie Kostariky

Kostarika je jako celek unitární stát. Administrativně se člení do 7 provincií. Ty jsou dále rozděleny do 81 kantonů a 478 distriktů.

## Přehled území
| Provincie  | Hlavní město | Rozloha (km²) | % rozlohy Kostariky | Populace (2019) | % obyvatel Kostariky | Hustota zalidnění (ob/km²) | Počet kantonů | Počet distriktů | Geodata  |
| ---------- | ------------ | ------------- | ------------------- | --------------- | -------------------- | -------------------------- | ------------- | --------------- | -------- |
| Alajuela   | Alajuela     | 9 757.53      | 19,10 %             | 1 016 421       | 20.1 %               | 104,2                      | 15            | 113             | OSM, WMF |
| Cartago    | Cartago      | 3 124,67      | 6,10 %              | 537 606         | 10,6 %               | 172,1                      | 8             | 51              | OSM, WMF |
| Guanacaste | Liberia      | 10 140.71     | 19,80 %             | 388 387         | 7,7 %                | 38,3                       | 11            | 59              | OSM, WMF |
| Heredia    | Heredia      | 2 656.98      | 5,20 %              | 519 170         | 10,3 %               | 172,1                      | 10            | 47              | OSM, WMF |
| Limón      | Puerto Limón | 9 188,52      | 18,00 %             | 455 024         | 9,0 %                | 49,5                       | 6             | 29              | OSM, WMF |
| Puntarenas | Puntarenas   | 11 265.69     | 22,10 %             | 492 830         | 9,7 %                | 43,7                       | 11            | 58              | OSM, WMF |
| San José   | San José     | 4 965.90      | 9,70 %              | 1 648 561       | 32,6 %               | 332,0                      | 20            | 121             | OSM, WMF |
| Kostarika  | San José     | 51 100        |                     | 5 057 999       |                      | 140,71                     | 81            | 478             | OSM, WMF |